# Amsab-Instituut voor Sociale Geschiedenis

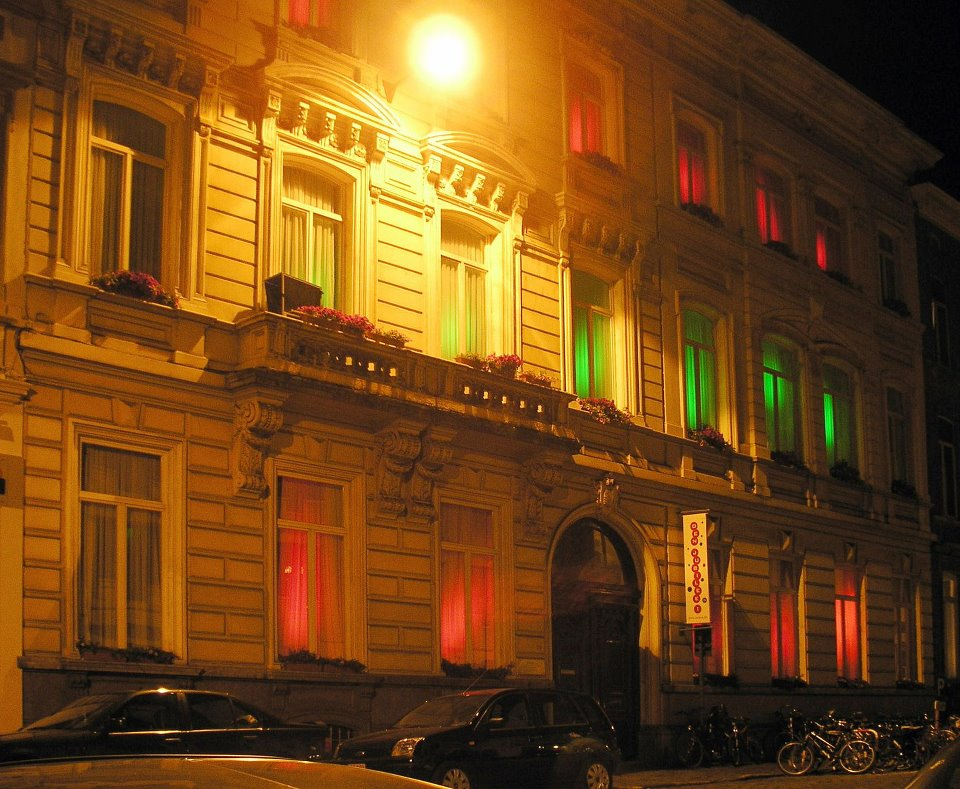
Voorgevel Amsab-Instituut voor Sociale Geschiedenis, Bagattenstraat 174, Gent

Amsab-Instituut voor Sociale Geschiedenis (Amsab-ISG) is een archief- en onderzoekscentrum met als onderzoeksvoorwerp sociale en humanitaire bewegingen. Daarbij wordt ook aandacht besteed aan nieuwe sociale bewegingen zoals de milieubeweging. Het werd opgericht in 1980 en heeft als doelstellingen het Belgisch sociale verleden te bewaren, te beheren, te ontsluiten, te onderzoeken en toegankelijk te maken voor een breed publiek. In 1991 werden in Moskou Belgische archieven ontdekt, die door de Duitsers tijdens de Tweede Wereldoorlog waren geroofd en die naderhand naar de Sovjet-Unie waren getransporteerd. Deze werden naar het toenmalige AMSAB (Archief en Museum van de Socialistische Arbeidersbeweging) overgebracht.
Het Amsab-ISG geeft het tijdschrift Brood & Rozen uit. Daarin publiceert het artikels, reportages, fotoverslagen enz. over de geschiedenis van sociale bewegingen in Vlaanderen, België en andere landen.
Amsab-ISG is gevestigd in Gent. Tot 2014 was er ook in Antwerpen een leeszaal.

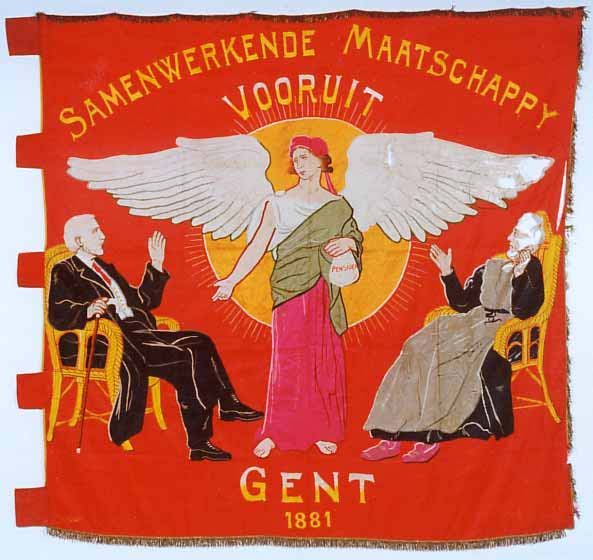
Vlag van de Samenwerkende Maatschappij Vooruit van Gent uit 1924 als zinnebeeld van het pensioen.